# Адолф Енглер
Вижте пояснителната страница за други личности с името Енглер.
Хайнрих Густав Адолф Енглер (на немски: Heinrich Gustav Adolf Engler) е пруски ботаник и географ.

## Биография
Роден е на 25 март 1844 година в Сейгън, Прусия (днес Заган, Полша). През 1866 получава докторска степен от Университета в Бреслау и става преподавател. В периода 1871 – 1878 работи в Ботаническия институт към Лудвиг Максимилиан университет в Мюнхен, а след това става професор по ботаника в Университета в Кил.
През 1884 година ще връща в Бреслау и е назначен за директор на Ботаническата градина и професор в университета. От 1889 до 1921 е професор в Берлинския университет и директор на Берлинската ботаническа градина, превръщайки я в една от най-големите ботанически градини в света.
Умира на 10 октомври 1930 година в Берлин на 86-годишна възраст.

## Научна дейност
Енглер работи в областта на систематиката на растенията и фитогеографията. Основните му трудове „Die Natürlichen Pflanzenfamilien“ (1887 – 1911; в 23 тома) и „Das Pflanzenreich“ (1900 – 1937) са в основата на растителните класификации до средата на 20 век.